# Халык Арена
Ледовый дворец «Халык Арена» — дворец спорта и культуры в Алматы. Построен в 2016 году к Зимней Универсиаде 2017 года. Сооружение предназначено для проведения спортивных мероприятий по хоккею, фигурному катанию и другим видам спорта.

## История

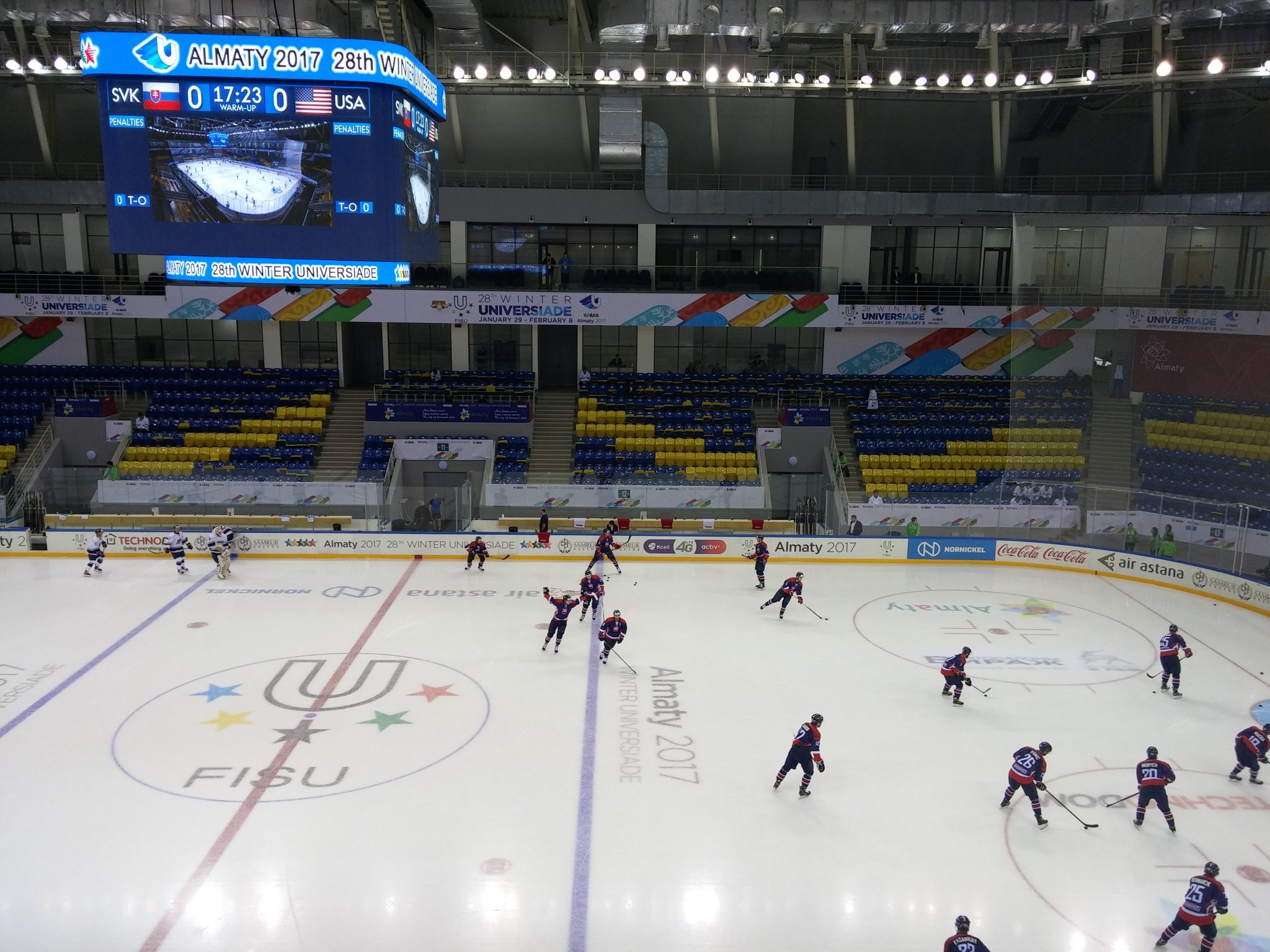
Матч турнира по хоккею Универсиады 2017

После победы заявки Алма-Аты на проведение Зимней Универсиады 2017 и поданной заявки на проведение Зимних Олимпийских игр 2022 года, власти города столкнулись с необходимостью строительства нового ледового дворца для соревнований по кёрлингу. 27 марта 2014 года аким города Ахметжан Есимов объявил о строительстве новой арены на 3 000 зрителей с тренировочным катком. 
19 сентября 2016 года «Халык Арена» была официально открыта в присутствии президента Казахстана Нурсултана Назарбаева. В честь открытия арены бронзовый призёр Зимней Олимпиады 2014 года по фигурному катанию Денис Тен провёл мастер-класс.
В комплексе открыты детские секции по хоккею, боксу и другим видам спорта.
В 2022 году во время пандемии COVID-19 здание использовалось в качестве стационара для лечения жителей города. Вместительность «Халык-Арены» составляло 7011 койко-мест и 250 реанимационных коек.

## Характеристика
Ледовая арена расположена на территории 11 га в районе пересечения Кульджинского тракта и Восточной объездной дороги в Медеуском районе Алма-Аты. При строительстве использованы в основном казахстанские стройматериалы, в том числе энергосберегающие стекла, и только кровля выполнена из специального стального профнастила производства Германии. Доля казахстанского содержания в строительстве составляет около 60%. Ледовая арена состоит из трех блоков - главного, вспомогательного и административного. Основным ядром здания является арена для хоккея с шайбой размерами 61 Х 30 метров вместимостью 3 207 зрителей. Здесь созданы все необходимые условия для спортсменов, судей, работы представителей СМИ и допинг-контроля. Арена спроектирована таким образом, что хоккейный корт может трансформироваться в площадку для многих игровых и индивидуальных видов спорта – волейбола, баскетбола, футзала, борьбы, бокса. Защиту льда в этом случае обеспечивает специальное термопокрытие. Техническое вооружение комплекса позволяет проводить крупные концертно-развлекательные мероприятия. Комплекс рассчитан на проведение концертов, культурно-массовых мероприятий и оснащен самым современным светотехническим и звуковым оборудованием, за год способен пропустить более 150 тысяч посетителей.

## Название
Титульным спонсором арены стал Народный банк Казахстана (Halyk bank). Отмечается, что это первый подобный опыт в Казахстане, когда спортивный объект в Казахстане назван спонсорским именем. Еще в сентябре текущего года аким Алматы Бауыржан Байбек заявил, что, «впервые в Казахстане применяется коммерческий нейминг спортивных объектов Универсиады, то есть временное присвоение имени объекту за фиксированную ежегодную плату». Эксперты рекламного рынка отмечают, что в Казахстане, как и на просторах СНГ нейминг не особо востребован.

## Мероприятия на стадионе

### Спортивные мероприятия
- 2017, февраль — мужской хоккейный турнир Зимней Универсиады 2017
- 2018, август — Чемпионат мира по футзалу среди студентов
- 2018, 7-9 декабря — Этап Кубка мира по шорт-треку (2018–19)[англ.][10]
- 2019, 30 марта — MMA QAZAQSTANDA (ММА в Казахстане) [11]
- 2024, 6-9 ноября — Чемпионат Азии по хоккею с шайбой[12].

### Музыкальные мероприятия
- 2017, 9 апреля — концерт Скриптонит[13]
- 2017, 22 октября — концерт Макс Корж
- 2018, 22 сентября — Гала-концерт национального отбора «Junior Eurovision 2018»[14]
- 2018, 4 ноября — концерт Макс Корж
- 2019, 14 апреля  — концерт Oxxxymiron
- 2022, 19 июня — концерт Ретрофестиваль 90-х[15]
- 2022, 19 июня — Ретро концерт от бара «Celentano»
- 2022, 31 июля — благотворительный концерт в поддержку Украины «Voice of peace — Голос мира»[16]